# グランプリ・シクリスト・ド・モンレアル2012
グランプリ・シクリスト・ド・モンレアル2012（Grand Prix cycliste de Montréal 2012）は、グランプリ・シクリスト・ド・モンレアルの3回目のレース。2012年9月9日に行われた。

## 参加チーム

### UCIプロチーム
| チーム名                                | 国籍           | コード |
| --------------------------------------- | -------------- | ------ |
| AG2R・ラ・モンディアル                  | フランス       | ALM    |
| アスタナ                                | カザフスタン   | AST    |
| BMC・レーシングチーム                   | アメリカ合衆国 | BMC    |
| エウスカルテル・エウスカディ            | スペイン       | EUS    |
| FDJ・ビッグマット                       | フランス       | FDJ    |
| ガーミン・シャープ                      | アメリカ合衆国 | GRS    |
| グリーンエッジ                          | オーストラリア | GEC    |
| チーム・カチューシャ                    | ロシア         | KAT    |
| ランプレ・ISD                           | イタリア       | LAM    |
| リクイガス・キャノンデール              | イタリア       | LIQ    |
| ロット・ベリソル                        | ベルギー       | LTB    |
| モビスター・チーム                      | スペイン       | MOV    |
| オメガファーマ・クイックステップ        | ベルギー       | OPQ    |
| ラボバンク                              | オランダ       | RAB    |
| レディオシャック・ニッサン・トレック    | ルクセンブルク | RNT    |
| チーム・サクソバンク - ティンコフバンク | デンマーク     | STB    |
| チーム・スカイ                          | イギリス       | SKY    |
| ヴァカンソレイユ・DCM                   | オランダ       | VCD    |

### 招待チーム
- コフィディス（ フランス・COF）
- チーム・ヨーロッパカー（ フランス・EUC）
- スパイダーテック・C10（ カナダ・SPI）

## 成績
- 12.6㎞ Ｘ 17周[1]

| 順位 | 選手名                           | 国籍           | チーム                     | 時間          |
| ---- | -------------------------------- | -------------- | -------------------------- | ------------- |
| 1    | ラーシュ・ペター・ノードハウグ   | ノルウェー     | チーム・スカイ             | 5時間28分29秒 |
| 2    | モレーノ・モーゼル               | イタリア       | リクイガス・キャノンデール | +02秒         |
| 3    | アレクサンドル・コロブネフ       | ロシア         | チーム・カチューシャ       | 同            |
| 4    | サイモン・ジェラン               | オーストラリア | オリカ・グリーンエッジ     | +04秒         |
| 5    | エドヴァルド・ボアソン・ハーゲン | ノルウェー     | チーム・スカイ             | 同            |
| 6    | ビェルン・ルクマンス             | ベルギー       | ヴァカンソレイユ・DCM      | 同            |
| 7    | ユルヘン・ルラントス             | ベルギー       | ロット・ベリソル           | 同            |
| 8    | ルイ・コスタ                     | ポルトガル     | モビスター・チーム         | 同            |
| 9    | ルカ・パオリーニ                 | イタリア       | チーム・カチューシャ       | 同            |
| 10   | トニ・ガロパン                   | フランス       | レディオシャック・ニッサン | 同            |